# EDEN (2012年の日本映画)
『EDEN』（エデン）は、2012年11月17日公開、武正晴監督の日本映画。原作は船戸与一の短編小説「夏の渦」（『新宿・夏の死』 文春文庫）。2011年7月に故人となった俳優原田芳雄が、かねてから映画化のアイデアをあたためてきたこの作品を、プロデューサーの李鳳宇が制作にあたり映画化した。新宿2丁目のショーパブ「EDEN」を舞台に、同性愛者、ニューハーフといった社会におけるマイノリティの生きざまと葛藤を、コミカルかつ温かな目線で描いている。キャッチコピーは「この世の中はもっと豊かで、人生は棄てたものじゃないわよ。」である。

## あらすじ
新宿区で暮らすミロは、ショーパブ「EDEN」で働く厄年のゲイ。ある時来店したトランスジェンダーの友人・ノリピーが深酒をして1人で帰れずミロが自宅アパートに泊めたところ、翌朝彼女が亡くなってしまう。警察に通報したミロは殺人を疑われて連行され取り調べを受けるが、彼らから興味本位で性的な質問をされるなど差別的な態度を取られてしまう。その後ノリピーは病死と判明し疑いが晴れたミロは、ショーパブの仲間に会ってノリピーが病死したことを告げる。
その夜「EDEN」ではミロと仲間たちが派手好きだったノリピーのために楽しく故人を悼んでいた所、ミロを取り調べた刑事たちが彼女の遺体を棺桶ごと運び込む。刑事たちは身元確認に来たノリピーの兄と父から受け取り拒否されてしまい、彼女の友人であるミロに預けに来たのだった。刑事たちが帰った後ミロと仲間たちは、過去の家族とのやり取りや将来の自分のことを話し合うと、死化粧を施した後彼女を実家に送り届けることを決意する。
店を臨時休業にしたミロたちは、棺桶のノリピーと共にトラックの荷台に乗り込み数時間後千葉県の彼女の実家に到着する。家から出てきたノリピーの兄と父に罵倒されながらも、ミロたちは「ノリピーは悩みに悩んだ末手術で“女”になった」と必死に訴える。そこへノリピーの母が現れると家族の制止を振り切りノリピーの遺体に駆け寄り久しぶりの対面に涙する。ノリピーの母から感謝されたミロたちは、体は変わっても自身の子として受け入れる母の思いに感動し、東京に戻った彼は実家の母と電話で会話する。

## キャスト
ミロ（本名は、くさなみようじ）
演 - 山本太郎
42歳になったばかり。ショーパブ「EDEN」の雇われ店長だが、本人は「店のマダム兼ショーの演出家」を自称。曲がったことが嫌いな性格で面倒見が良く、EDENのゲイ仲間と行動する時は自然とまとめ役となっている。大久保のアパートの103号室に10年前から住んでいる。宮城県仙台市出身で家族は母と2人の妹がいる。母からは「ようちゃん」と呼ばれている。家族には自身がゲイであることはカミングアウトしておらず、たまにする電話でもオネェ言葉は使わず男として振る舞っている。
エルメス
演 - 高橋和也
目立ちたがり屋で自己中心的で勝ち気な性格だが、時に声をあげて泣くこともある。自身は三兄弟の次男。中央大学出身(卒業したかは不明)。東京都知事のことを嫌っている。
ペペロンチーノ
演 - 齋賀正和
兵庫県の淡路島出身で「EDEN」のメンバーで唯一関西弁で会話している。毒舌キャラで日常的に仲間たちにも毒づいているが、素は思いやりのある性格。恋愛経験が豊富で元彼が多い。
菊五郎
演 - 池原猛
太った体型をしていて食べることが大好きで、作中の様々なシーンでは1人だけ何かを食べていることが多い。
薔薇のサーシャ
演 - 小野賢章
「EDEN」のオネェの中で一番の年下。ペペロンチーノから“平成生まれ”と呼ばれ、知らないことがあると「平成生まれは、そんなことも知らんねんな」などとよくいじられている。菊五郎とは恋人同士。
蘭丸
演 - 大橋一三
接客時は女装するが、普段は女装せずタンクトップにホットパンツを着用していることが多い。元銀行員のエリートで妻や子供がいたが、30歳を過ぎてからカミングアウトと同時に家を出てショーパブで働き始めた。

### ミロと関わる主な人たち
美沙子
演 - 高岡早紀
ショーパブ「EDEN」のオーナー。時々「EDEN」に訪れているが、普段は副業でSMクラブのSM嬢（いわゆる“女王様”）として働いている。数日前からストーカー被害に生活を脅かされるようになりミロに相談する。
ノリピー
演 - 入口夕布
ミロの友達で「EDEN」の常連客。トランスジェンダーの元男性で性転換して女性になった。恋人の自衛官と別れたショックで深酒をした後、急性心不全で亡くなる。エルメスとは昔同じ店で働いていたことがあり彼女とは20年来の仲。好きな歌は、松田聖子が歌唱した「赤いスイートピー」。
海江田刑事
演 - 及川いぞう
ミロの通報を受けて彼の自宅で亡くなった女性の死体を調べに来る。言動は穏やかだがミロを犯人と疑って取り調べ、実家のことなど根ほり葉ほり尋ねる。
南部刑事
演 - 日向丈
海江田の部下。仕事柄疑り深い性格で、ミロの自室で亡くなったノリピーを“彼が殺した”と疑う。同性愛者に偏見を持ち、ゲイとニューハーフを混同した発言をしたりオネェたちに高圧的な態度を取る。

### ノリピーの家族
ノリピーの母
演 - 藤田弓子
千葉県鴨川市で夫と長男と3人で暮らしている。ノリピーが家を出る頃に夫や長男に意見できず、ノリピーの味方になれなかったことを悔やんでいる。作中で数年ぶりにノリピーと“対面”する。
ノリピーの父
演 - 浜田晃
ノリピーの死を警察から聞かされるが遺体の受け取りを拒否する。息子（ノリピー）が「私女になる。二度とここには帰らない。」と出ていったことを今でも納得できないでいる。後日自宅にやって来たミロたちに冷たい態度を取る。
ノリピーの兄（越山晃一）
演 - ゆかわたかし
家業で造園業をしている。過去にノリピーが女になるために故郷を出ていったことが噂で広まり、地元で肩身の狭い思いをしてきた。オネェという存在を“ゲテモノ”呼ばわりするなど毛嫌いしている。

### ミロと同じアパートの住人
2階建ての複数の建物が中庭を囲んで立ち並でいる居住施設だが、この蘭ではアパートと表記。
筋彫り先輩
演 - 木下ほうか
101号室の住人。ミロからアフロ共々「チンピラ」と呼ばれている。アフロと2人でゴミを分別しないで出したり、アパートの外階段にオシッコをかけるイタズラをするなど日常的にやっている。
アフロ
演 - 水澤紳吾
101号室の住人で筋彫り先輩の舎弟らしき男。その名の通り髪型はアフロ。いつも筋彫り先輩と行動を共にしておりミロに“カマ野郎”呼ばわりするなど挑発的な態度を取っている。
金姉（きむねえ）
演 - 江口のりこ
1階の住人でミロの隣人。韓国人で日本語と韓国語を話す。仕事は占い師で、自宅で相談者の手相を見て運勢を占ったり、隣のミロの部屋に聞こえるくらいの大きな声で怪しげなお祈りをしている。
ピエロ
演 - 大鶴佐助
1階の住人。職業がピエロなのかは不明だがいつもピエロの格好をしている。生活に余裕のない暮らしをしており、ミロに会うたびタバコを1本ねだる。下手な手品をする。金姉とはあまり仲が良くない。
磯野勝代
演 - 赤間麻里子
ピエロの同棲相手。ただし夫と子供がいるが家族を置いて1人で富山から上京してきた。ピエロの子か、夫との子かは不明だが妊娠中で大きいお腹を抱えている。
津田富雄
演 - 小宮孝泰
アパート「白雲荘」の大家。妻に隠れて金姉と浮気している。ケチで面倒くさがり。
津田雅子
演 - 山野海
富雄の妻。普段は家事をしている。マナーを守らないチンピラに手を焼いている。

### 進学塾の関係者
アカネ
演 - 中村ゆり
「EDEN」の常連客。塾講師をしているが、秘密主義でミロたちにも自身の仕事や出身地などのプライベートなことをあまり話そうとしない。恋愛には奥手。
金城哲也（きんじょうてつや）
演 - 仲井真徹
進学塾の警備員。入り口で警備をしていたところ、ミロたちオネェが派手な格好で訪れて対応に追われる。沖縄県出身。アカネに好意を持っている。
理事長
演 - 徐頼子
小学生たちが通う進学塾「秀知学院」の理事長。ある日子どもたちの勉強中に、部外者であるミロがオネェたちを引き連れて進学塾に来て騒がしくしたため警察を呼ぼうとする。
なしもとまさや
演 - 菅原大吉
進学塾のカリスマ講師。実は美沙子のストーカーで、SMクラブで働く彼女の客だったがいつしか歪んだ恋愛感情を持ち始めた。妻や子供がおり家族にはSM店に通っていることは、もちろん秘密。

### その他
韓国人ホステス
演 - 玄里
金姉の自宅に訪れ、現在付き合っている男との恋愛を占ってもらう。
老警備員
演 - 池浪玄八
女性講師
演 - 千鶴ちい
男性講師
演 - 野口俊丞

## スタッフ
- エグゼクティブプロデューサー：李鳳宇
- 企画：原田芳雄
- 脚本：羽原大介、李鳳宇
- プロデューサー：成宏基
- アソシエイト・プロデューサー：豊田剛
- 撮影：鍋島淳裕
- 照明：三重野聖一郎
- 録音：小宮 元
- 編集：木村 悦子
- 装飾：松田 光畝
- スタイリスト：浜井貴子
- ヘアメイク：鷲田知樹
- 音楽：MOWG
- スチール：石井孝典
- 製作：映画『EDEN』フィルムパートナーズ
- 企画・制作プロダクション：SUMOMO
- 配給協力：Spring has come
- 配給：SUMOMO

## 挿入歌
- 『赤いスイートピー』

作詞：松本隆／作曲：呉田軽穂(松任谷由実)／原曲は、1982年に松田聖子が歌唱した曲。
ノリピーの実家へ向かうEDENのオネェたちが、トラックの荷台の上で歌う。
- 『Modern Girl』（モダン・ガール）／原曲は、1980年にシーナ・イーストンが歌唱した曲。

ED前のシーンでこの曲に合わせてEDENのオネェたちが口パクでダンスパフォーマンスする。
- 『シャバンシャバン』（日本語Version）／原曲は、2011年にパク・ヒョンビンが歌唱した曲。

冒頭でこの曲に合わせてEDENのオネェたちが店内でするショーの練習をする。
- 『Paradise』

## エピソード
- ロケ地
舞台となっているショーパブ「EDEN」の店内のシーンは、新宿2丁目で撮影のすこし前まで営業していたショーパブ「ラ・セゾン」で撮影された。閉店してから日も浅く、店はほぼそのままの状態であり、楽屋にはショータイムの道具などがそのまま残っていた。
- 主役は山本太郎
主役のミロの配役には山本太郎の名前が真っ先にあがった。反原発運動のまっただ中にあった山本に映画出演の時間をとれるのかが懸念されたが、シナリオを送った翌日、本人からシナリオへの賛同と出演のためのスケジュールの調整可能との返事があった。監督の武正晴も山本に対して「今の日本でマイノリティの持つ喜怒哀楽を表現できる」「ミロの持つ優しさや品性や色気を表現しうる力を持ち備えている」との評価をしていた。山本はプロデューサーの李鳳宇からの打診があったときに「この時期にボクの主演映画ですか…。李さんは勇気ありますね」と答えたという[3]。
- EDEN上映記念メニュー
2014年1月12日（日）〜18日（土）にEDENを上映した埼玉県深谷市の深谷シネマでは、敷地内にあるシネマかふぇ七ツ梅結房。が「勝手にEDEN 応援隊深谷支部」として、上映記念特別メニューや[4]。EDENにちなんだ飾り付けなどで上映を盛り上げた。

## 公開劇場
仙台
- 桜井薬局セントラルホール[5] 2013/11/16〜22 19:20〜

埼玉
- 深谷シネマ[6] 2014/1/12〜18 （初上映）

東京  	
- K’sシネマ	2012/11/17〜12/21  アンコール上映2013/01/26〜02/01
- オーディトリウム渋谷	2012/11/17〜12/07
- Garden Theater in 虎ノ門4丁目	2013/4/27〜（上映中）

台湾
- 府中15新北市紀錄片放映院	2013/10/3,8,19

名古屋	
- シネマスコーレ	2012/11/24〜12/07

大阪 
- 第七藝術劇場	2013/02/02〜15
- シネ・ヌーヴォ	2013/02/02〜03/01　アンコール上映2013/09/07〜09/20
- シアターセブン	2013/03/30〜04/13 　LGBT映画上映特集2014/2/1(土)〜7(金)14:15、2/8(土)〜14(金)16:10 [8]

兵庫 	
- 元町映画館	2013/03/30〜04/12　アンコール上映2013/09/07〜09/13　9/7,8スペシャルイベントを開催[9][10][11]
- 宝塚シネ・ピピア	2013/06/22〜28

京都	
- 京都みなみ会館	2013/06/08〜14

## 映画祭
- 第37回湯布院映画祭（日本） 2012年8月24日[12][13]
- 第17回釜山国際映画祭（韓国） 2012年10月4日 - 13日
- 日本映画祭NIPPON CONNECTION（ドイツ・フランクフルト） 2013年6月4日 - 9日[14]
- SPLIT FILM FESTIVAL（クロアチア） 2013年9月14日 - 22日[15] 上映は16日 22:45〜